# Kameralamt Kapfenburg
Das Kameralamt Kapfenburg war eine Einrichtung des Königreichs Württemberg, die im Amtsbezirk Besitz und Einkommen des Staates verwaltete. Es bestand von 1806 bis 1922 in Kapfenburg. Das Kameralamt wurde im Rahmen der Neuordnung der Staatsfinanzverwaltung im Königreich Württemberg geschaffen.

## Geschichte
Nach Erwerbung der Deutschordenskommende Kapfenburg durch Württemberg  im Jahr 1806 wurde in Kapfenburg ein Kameralamt für die Besitzungen und Einkünfte der vormaligen Deutschordenskommende errichtet.
Im Jahr 1810 erhielt das Kameralamt Kapfenburg einige von Bayern an Württemberg abgetretenen Orte des bayerischen Rentamts Nördlingen zugeteilt. Ebenfalls 1810 wurde das Kameralamt Neresheim errichtet, das aber schon 1811 wieder aufgelöst und unter die Kameralämter Kapfenburg, Heidenheim und Aalen aufgeteilt wurde.
Vom Stadtkameralamt Ellwangen, seit 1819 vereinigt mit dem Landkameralamt Ellwangen, übernahm das Kameralamt Kapfenburg folgende Orte:
- aus der Schultheisserei Lippach: Dettenroden, Haisterhofen, Killingen,
- aus der Schultheisserei Zipplingen: Sechtenhausen, Wössingen, Zipplingen,
- aus der Schultheisserei Zöbingen: Hundslohe, Walxheim,
- aus der Schultheisserei Geislingen: Harthausen, Nordhausen,
- aus der Schultheisserei Schneidheim mit Unterschneidheim: Ziegelhütte, Oberschneidheim,
- aus der Schultheisserei Tannhausen: Tannhausen, Bergheim, Bleichroden, Forstweiler mit Kreuthof und Neuweiler, Hagenbucherhof, Ellrichsbronn, Sederhof,
- aus der Schultheisserei Dalkingen: Dalkingen und Weiler.

Bei der am 15. Februar 1840 erfolgten Gleichstellung des Kameralamtsbezirks Aalen (Unterkochen) mit dem Oberamtsbezirk Aalen trat das Kameralamt Aalen den im Oberamtsbezirk Neresheim gelegenen Ort Ebnat und die Parzellen Diepertsbuch und Niesitz an das Kameralamt Kapfenburg ab. Die im Oberamt Aalen gelegene Gemeinde Jagsthausen mit fünf Parzellen sowie die zur Gemeinde Unterkochen gehörigen Parzellen Hohenberg und Neubau gingen vom Kameralamt Kapfenburg an das Kameralamt Aalen über.
Auf Grund des Dekrets vom 6. März 1843 wurden dem Kameralamt Kapfenburg zugeteilt: Vom Kameralamt Aalen die dem Oberamt Ellwangen zugeteilte Gemeinde Jagsthausen mit fünf Parzellen und vom Kameralamt Heidenheim die zum Oberamt Neresheim gehörigen Orte Ballmertshofen, Demmingen, Dischingen, Eglingen und Grosskuchen.
Am 13. April 1881 wurde der Kameralamtsbezirk Kapfenburg mit dem Oberamtsbezirk Neresheim gleichgestellt. Das Kameralamt Kapfenburg hatte daher die Orte Benzenzimmern, Geislingen, Lauchheim, Lippach, Nordhausen, Tannhausen, Unterschneidheim, Unterwilflingen, Walxheim, Westhausen, Zipplingen und Zöbingen an das Kameralamt Ellwangen, das mit dem Oberamtsbezirk Ellwangen gleichgestellt wurde, abzutreten.